# PNS Tughril (F261)
La PNS Tughril (F261) es la cabeza de serie de las cuatro fragatas Tipo 054A/P de la marina de guerra de Pakistán construidas por Hudong-Zhonghua Shipbuilding en la República Popular China. Fue asignada en 2022.

## Construcción y características
Fue construida por Hudong-Zhonghua Shipbuilding en la República Popular China; fue botada en 2020 y asignada en 2022.